# Daniel Naud
Daniel „Danny“ Naud (* 20. Februar 1962 in Trois-Rivières, Québec) ist ein ehemaliger kanadischer Eishockeyspieler und derzeitiger -trainer, der in seiner aktiven Zeit zwischen 1979 und 1999 unter anderem für die Augsburger Panther in der Deutschen Eishockey Liga gespielt hat.

## Karriere

### Als Spieler
Daniel Naud begann seine Karriere als Eishockeyspieler in der kanadischen Juniorenliga QMJHL, in der er von 1979 bis 1982 für die Éperviers de Sorel/Verdun, Bisons de Granby und Olympiques de Hull aktiv war. In diesem Zeitraum wurde er im NHL Entry Draft 1980 in der sechsten Runde als insgesamt 125. Spieler von den Buffalo Sabres ausgewählt, für die er allerdings nie spielte. Stattdessen lief der Verteidiger von 1982 bis 1984 für die Rochester Americans aus der American Hockey League auf, mit denen er zunächst in der Saison 1982/83 den Calder Cup gewann, sowie im folgenden Jahr in den Finalspielen scheitere. Nach einer Spielzeit bei den Flint Generals in der International Hockey League wechselte er zur Saison 1985/86 zu deren Ligarivalen Muskegon Lumberjacks, mit denen er den Turner Cup gewann.
Im Sommer 1986 unterschrieb Naud einen Vertrag beim EV Landshut, für den er in den folgenden drei Jahren in der Eishockey-Bundesliga spielte. Anschließend verbrachte der Rechtsschütze zwei Spielzeiten beim SC Langnau in der Schweizer Nationalliga B. Von 1991 bis 1994 stand er für die Augsburger Panther in der 2. Eishockey-Bundesliga unter Vertrag. Nach dem erfolgreichen Aufstieg in der Saison 1993/94 trat er mit seiner Mannschaft in der Saison 1994/95 in der neugegründeten Deutschen Eishockey Liga an. Von 1995 bis 1997 verteidigte der Kanadier für die TuS Geretsried in der zweitklassigen 1. Liga Süd, wobei er in der Saison 1995/96 parallel vier Spiele für die Minnesota Moose in der IHL bestritt. Seine aktive Laufbahn beendete er nach zwei Jahren in der französischen Ligue Magnus bei Rouen Hockey Élite 76 im Anschluss an die Saison 1998/99 im Alter von 37 Jahren.

### Als Trainer
In der Saison 2000/01 begann Naud seine Trainerlaufbahn, als er den Posten als Assistenztrainer bei seinem Ex-Club, den Augsburger Panthern aus der DEL, erhielt. In den folgenden beiden Spielzeiten war er schließlich als Cheftrainer für die Mannschaft zuständig. In der Saison 2003/04 war er Cheftrainer bei dem SC Bietigheim-Bissingen. In der Folge übernahm Naud im November 2004 das Traineramt beim Ligakonkurrenten Straubing Tigers. Dieses hatte er bis zum Ende der Saison 2004/05 inne. Im April 2005 wurde bekannt, dass der Kanadier zu den Landshut Cannibals wechseln würde. Dort war er von 2005 bis 2007 Cheftrainer der Zweitligamannschaft. In selber Funktion arbeitete er in der Saison 2008/09 bei den Victoriaville Tigres aus der QMJHL, ehe er für die Saison 2009/10 als Assistenztrainer unter seinem Landsmann Paul Gardner von den Hamburg Freezers aus der DEL verpflichtet wurde.
Für die Saison 2010/11 unterschrieb Naud einen Vertrag beim Schweizer NLA Verein EHC Biel, wo er Assistenztrainer war. Im April 2011 wurde er für zwei Jahre als Cheftrainer vom HC TWK Innsbruck unter Vertrag genommen.
Von 2014 bis 2016 war Naud Cheftrainer beim EV Ravensburg. Er wurde am 25. Oktober 2016 entlassen. Zum Zeitpunkt der Trennung stand Ravensburg auf dem elften Tabellenrang der DEL2 und besaß einen Punkt Vorsprung vor dem Schlusslicht Rosenheim. Am 12. Dezember 2016 wurde er vom DEL-Verein EHC Wolfsburg als Co-Trainer eingestellt und blieb bis zum Ende der Saison 2017/18.
Im Februar 2019 trat Naud das Amt des Cheftrainers bei den Eispiraten Crimmitschau (DEL2) an. Zur Saison 2020/21 wechselte Naud innerhalb der DEL2 zu den Bietigheim Steelers und trat dort die Nachfolge von Marc St. Jean an. Mit den Steelers gelang im Frühjahr 2021 der Meisterschaftsgewinn in der DEL2, mit dem der Aufstieg in die DEL verbunden war. Naud hielt mit den Bietigheimern im Aufstiegsjahr die Klasse, ehe er Ende November 2022 nach einem schwachen Start in die Saison von seinen Aufgaben entbunden wurde. Im Februar 2023 holten die Bietigheimer Naud zurück und ernannten ihn zum Sportlichen Leiter.

## Erfolge und Auszeichnungen
| - 1983 Calder-Cup-Gewinn mit den Rochester Americans - 1986 Turner-Cup-Gewinn mit den Muskegon Lumberjacks - 1986 IHL Second All-Star Team | - 1994 Aufstieg in die DEL mit den Augsburger Panthern - 2021 DEL2-Meister und Aufstieg in die DEL mit den Bietigheim Steelers (als Cheftrainer) |